# 长阎甲属
长阎甲属（学名：Syntelia），是鞘翅目长阎甲科（Synteliidae）中的唯一属，目前仅发现7种，模式种为印度长阎甲（Syntelia indica）。
- 日本长阎甲（Syntelia histeroides）：分布于日本、俄罗斯千岛群岛
- 大卫长阎甲（Syntelia davidis）：分布于中国四川宝兴县
- 印度长阎甲（Syntelia indica）：分布于印度东部
- 玛氏长阎甲（Syntelia mazuri）：分布于中国四川峨眉山
- 墨西哥长阎甲（Syntelia mexicana）：分布于墨西哥
- 中华长阎甲（Syntelia sinica）：分布于中国四川
- 韦氏长阎甲（Syntelia westwoodi）：分布于墨西哥